# Lill-Nömmen
Lill-Nömmen (även Lillnömmen) är en sjö i Vetlanda kommun i Småland och ingår i Emåns huvudavrinningsområde. Sjön är 5,1 meter djup, har en yta på 1,07 kvadratkilometer och är belägen 219 meter över havet. Sjön avvattnas av vattendraget en grävd kanal som kallas Lillnömmenkanalen vilken mynnar ut i Nömmen. Vid provfiske har bland annat abborre, braxen, gädda, och löja fångats i sjön. Uppgifter om att gös och ål  fångats finns även.

## Delavrinningsområde
Lill-Nömmen ingår i det delavrinningsområde (637358-144421) som SMHI kallar för Utloppet av Lillnömmen. Medelhöjden är 237 meter över havet och ytan är 5,84 kvadratkilometer. Det finns inga delavrinningsområden uppströms utan avrinningsområdet är högsta punkten. Lillnömmenbäcken som avvattnar avrinningsområdet har biflödesordning 2, vilket innebär att vattnet flödar genom totalt 2 vattendrag innan det når havet efter 215 kilometer. Delavrinningsområdet består mestadels av skog (51 procent), öppen mark (11 procent) och jordbruk (13 procent). Avrinningsområdet har 1,07 kvadratkilometer vattenytor vilket ger det en sjöprocent på 18,2 procent.

## Fisk
Vid provfiske har följande fisk fångats i sjön:
- Abborre
- Braxen
- Gädda
- Löja
- Mört
- Sarv
- Sutare

## Friluftsliv och turism
Omgivningarna kring Lillnömmen är vackra med flera intressanta historiska lämningar. Här finns bland annat Norra Sandsjö Kyrkby med Norra Sandsjö Kyrka byggd på 1100-talet och vackra takmålningar utförda och Johan Columbus år 1709. I närheten finns även en runås med en 2,5 meter hög runsten kallad "Sandsjöstenen" som omnämner sex generationer vid namn. Flera gårdar har uthyrning runt sjön med turister från främst Schweiz, Holland, Österrike, Tyskland och Danmark. Gården Morsarvet av Sjöfälla som ligger på västra sidan av sjön är känd för de besök och fester som komikerna i Knäppupp (Povel Ramel, Martin Ljung, Brita Borg, Yngve Gamlin m.fl.) höll. De besökte Hanny Schedins syster Tora Sjöbring som ägde Morsarvet, som gården kallas, på den tiden.